# Horky nad Jizerou
Horky nad Jizerou är en ort i Tjeckien.   Den ligger i regionen Mellersta Böhmen, i den centrala delen av landet, 40 km nordost om huvudstaden Prag. Horky nad Jizerou ligger 199 meter över havet och antalet invånare är 429.
Terrängen runt Horky nad Jizerou är huvudsakligen platt. Horky nad Jizerou ligger nere i en dal. Runt Horky nad Jizerou är det ganska tätbefolkat, med 67 invånare per kvadratkilometer. Närmaste större samhälle är Mladá Boleslav, 9,9 km norr om Horky nad Jizerou. Trakten runt Horky nad Jizerou består till största delen av jordbruksmark.